# Campionati dei quattro continenti di pattinaggio di velocità
I Campionati dei quattro continenti di pattinaggio di velocità  sono una competizione sportiva annuale dei paesi non europei, sotto l'egida della International Skating Union (ISU).

## Partecipanti
Hanno preso parte alle competizioni le seguenti nazioni, tra parentesi è indicato il numero di edizioni a cui hanno preso parte.
- Argentina (3)
- Australia (2)
- Canada (5)
- Colombia (2)
- Cina (3)
- Giappone (5)

- Kazakistan (5)
- Corea del Sud (5)
- Mongolia (1)
- Nuova Zelanda (3)
- Taipei cinese (4)
- Stati Uniti (5)

## Edizioni
| Anno | Nazione     | Luogo          |
| ---- | ----------- | -------------- |
| 2020 | Stati Uniti | Milwaukee      |
| 2022 | Canada      | Calgary        |
| 2023 | Canada      | Québec         |
| 2024 | Stati Uniti | Salt Lake City |
| 2025 | Giappone    | Hachinohe      |

## Medagliere
| Posiz. | Nazione       | Oro | Argento | Bronzo | Totale |
| ------ | ------------- | --- | ------- | ------ | ------ |
| 1      | Canada        | 21  | 17      | 18     | 56     |
| 2      | Stati Uniti   | 21  | 11      | 11     | 43     |
| 3      | Corea del Sud | 12  | 12      | 18     | 42     |
| 4      | Kazakistan    | 7   | 11      | 7      | 25     |
| 5      | Giappone      | 6   | 10      | 9      | 27     |
| 6      | Cina          | 2   | 6       | 4      | 12     |
| 7      | Taipei cinese | 1   | 1       | 1      | 3      |
| 6      | Argentina     | 0   | 0       | 1      | 1      |
| Totale | Totale        | 70  | 70      | 69     | 209    |